# Otevřená tlama
Otevřená tlama (ve francouzském originále La gueule ouverte) je francouzské filmové drama z roku 1974, které natočil režisér Maurice Pialat podle vlastního scénáře. Pojednává o ženě (Monique Mélinand) v konečném stádiu těžké nemoci a zároveň sleduje životy jejího syna Philippa (Philippe Léotard), jeho manželky Natalie (Nathalie Baye) a otce Rogera (Hubert Deschamps). Film je do značné míry autobiografický. Titul filmu odkazuje k otevřeným ústům zesnulých lidí.